# Pravdinsk
Pravdinsk (russisk: Правдинск, tr. Pravdinsk), indtil 1946 kendt som Friedland (tysk: Friedland in Ostpreußen, litauisk: Romuva, polsk: Frydląd), er en by i Rusland. Byen ligger i Kaliningrad oblast, der er en russisk eksklave ved Østersøen mellem Polen og Litauen.
Pravdinsk ligger ved floden Łyna, 54 kilometer sydøst for byen Kaliningrad og tæt på grænsen til Polen. Byen har 3.934(2023) indbyggere.

## Historie
Byen blev grundlagt i 1312 af Den tyske orden i Preussen, ved et vadested over floden. Under navnet Friedland (fredeligt land) blev byen indlemmet i Hertugdømmet Preussen efter sekulariseringen af Den tyske orden i 1525, og blev en del af Kongeriget Preussen i 1701, og i det forenede Tyskland i 1871.
Den 14. juni 1807 vandt Napoleon Bonaparte Slaget ved Friedland i nærheden af byen mod en fælles russisk-prøjsisk hær.
Byen blev erobret af Den Røde Hær under 2. verdenskrig, og blev sammen med resten af Østpreussen annekteret af Sovjetunionen i henhold til Potsdamkonferencen i 1945, og den tyske befolkning blev enten evakueret eller forvist. Bynavnet blev ændret til Pravdinsk (efter det russiske ord Pravda, som betyder sandhed på russisk).